# Choctaw (Sprache)
Das Choctaw oder Chahta Anumpa (oft einfach Chahta), die Sprache der Choctaw (Chahta), eines einst mächtigen Indianervolks im südöstlichen Waldland im Südosten der Vereinigten Staaten, gehört zu den Westlichen Muskogee-Sprachen. Die Chahta-Sprache war wohlbekannt als Lingua franca bei den Grenzmännern des frühen 19. Jahrhunderts, inklusive der Präsidenten Andrew Jackson und William Henry Harrison.
Die Sprache ist sehr nah mit der Chikasha-Sprache (Chickasaw) verwandt. Einige Linguisten halten sie für zwei Dialekte einer einzigen Sprache, obwohl jüngste Berichte andeuten, dass Chahta-Sprecher Chikasha für unverständlich halten.
Weitere verwandte Sprachen sind folgende Östliche Muskogee-Sprachen: Alabama (Alibamu oder Albaamo innaaɬiilka), Coushatta (Koasati oder Kowassá:ti), Creek (Maskoki oder Mvskoke) und Hitchiti-Mikasuki.

## Dialekte
Es gibt drei Chahta-Dialekte (Mithun 1999):
1. „Ursprüngliches“ Chahta der Chahta-Nation in Südost-Oklahoma
2. Mississippi-Chahta der Oklahoma-Chahta in der Chikasha-Nation von Südzentral-Oklahoma (bei Durwood (Oklahoma))
3. Mississippi-Chahta bei Philadelphia (Mississippi)

Andere Chahta-Sprecher leben bei Tallahassee, Florida, und bei den Koasati (Volk) in Louisiana.

## Phonologie

### Konsonanten
|                    | Labiale | Alveolare | Postalveolare | Velare | Glottale |
| ------------------ | ------- | --------- | ------------- | ------ | -------- |
| Plosive            | p, b    | t         |               | k      |          |
| Affrikate          |         |           | ʧ             |        |          |
| Frikative          | f       | s         | ʃ             |        | h        |
| Nasale             | m       | n         |               |        |          |
| Laterale           |         | l         |               |        |          |
| laterale Frikative |         | ɬ         |               |        |          |
| Halbvokal          | w       |           | j             |        |          |

Manche Orthographien gebrauchen <š> und <č> für /⁠ʃ⁠/ und /⁠ʧ⁠/; andere die Diagraphen <sh> und <ch>. <y> wird /j/ ausgesprochen und die meisten modernen Orthographien gebrauchen <lh>, um den lateralen Frikativ darzustellen.

### Vokale
|                      | vorne     | zentral   | hinten    |
| -------------------- | --------- | --------- | --------- |
| geschlossen          | i, iː, ĩː |           |           |
| geschlossen, zentral |           |           | o, oː, õː |
| offen                |           | a, aː, ãː |           |

In geschlossenen Silben erscheinen [⁠ɪ⁠], [⁠ʊ⁠] und [⁠ə⁠] als allophone Varianten von /i/, /o/, and /a/. In der Orthographie sind nasale Vokale normalerweise angezeigt, um den Vokal (z. B. <o> stellt /õː/ dar) zu unterstreichen. Der allophone [⁠ʊ⁠] wird oft <u> geschrieben. Einige Orthographien verwenden <v> und <u>, um die laxen Allophone des kurzen /a/ und /o/ darzustellen, das heißt [⁠ə⁠] und [⁠ʊ⁠]. Diese Orthographien benutzen auch <e>, um einige Fälle von /iː/ und <i> für andere zu verwenden und auch <a>, <i> und <o>, um die langen und kurzen Phoneme von /a/, /i/ und /o/ beide darzustellen.

## Silbenschrift
Die Chahta-Silbenschrift wurde von Sequoyahs Cherokee-Silbenschrift adaptiert.

## Beispiele
Einige gebräuchliche Chahta-Sätze:
- hallo: halito
- danke: yokoke
- wie heißt du?: Chi hohchifo nanta?
- ich heiße … sa hohchifo ut …
- ja: a
- nein: keyu
- Ich verstehe nicht: Ak akostinincho
- Sprichst du Chahta?: Chahta imanumpa ish anumpola hinla ho?